# Руусувуори, Аарно
А́арно Эмил Ру́усувуори (фин. Aarno Emil Ruusuvuori; 14 января 1925, Куопио, Финляндия — 22 февраля 1992, Хельсинки, Финляндия) — финский архитектор, профессор, директор Музея финской архитектуры.

## Биография
Родился 14 января 1925 года в Куопио, в Финляндии. В 1951 году закончил Хельсинкский политехнический институт. Известность и международное признание пришло к нему в 1961 году после завершения строительства модернистской пирамидальной церкви в Хювинкяа. С 1975 по 1978 и с 1983 по 1988 годы в должности директора возглавлял Музей финской архитектуры. Скончался 22 февраля 1992 года в Хельсинки.